# Atletisme als Jocs Olímpics d'estiu de 1904 - salt amb perxa homes
El salt amb perxa masculí va ser una de les proves disputades durant els Jocs Olímpics de Saint Louis de 1904. La prova es va disputar el 3 de setembre de 1904 i hi van prendre part 7 atletes de dues nacions diferents.

## Medallistes
| Or             | Plata       | Bronze        |
| Charles Dvorak | LeRoy Samse | Louis Wilkins |

## Rècords
Aquests eren els rècords del món i olímpic que hi havia abans de la celebració dels Jocs Olímpics de 1904.
| Rècord del Món | 3,69 metres (*) | Fernand Gonder | París (FRA)  | 26 de juny de 1904      |
| Rècord Olímpic | 3,30 metres     | Welles Hoyt    | Atenes (GRE) | 10 d'abril de 1896 (CG) |
| Rècord Olímpic | 3,30 metres     | Irving Baxter  | París (FRA)  | 15 de juliol de 1900    |

(*) no oficial
Els cinc saltadors dels quals es coneix el resultat van superar el rècord olímpic vigent fins al moment. Charles Dvorak va establir un nou rècord olímpic amb 3,50 metres.

## Results
| Posició | Atleta         | Alçada      |
| ------- | -------------- | ----------- |
| Or      | Charles Dvorak | 3,50 OR     |
| Plata   | LeRoy Samse    | 3,35        |
| Bronze  | Louis Wilkins  | 3,35        |
| 4       | Ward McLanahan | 3,35        |
| 5       | Claude Allen   | 3,35        |
| 6       | Walter Dray    | desconeguda |
| 7       | Paul Weinstein | desconeguda |